# Syllepte intermedialis
Syllepte intermedialis là một loài bướm đêm trong họ Crambidae.